# Rei Sugimoto
Rei Sugimoto (杉本 怜; * 13. listopadu 1991 Sapporo) je japonský sportovní lezec, juniorský vicemistr Asie v lezení na obtížnost, jeho disciplínou je ale převážně bouldering.

## Výkony a ocenění
- 2005: juniorský vicemistr Asie v kategorii B
- 2012: šesté místo na mistrovství světa
- 2013: zlatá medaile na světovém poháru, celkově desátý
- 2015: bronz na mistrovství Asie
- 2017: na světovém poháru získal stříbrnou medaili a celkově skončil (zatím nejlépe) šestý
- 2018: vicemistr Asie, 3. místo v celkovém hodnocení světového poháru

### Závodní výsledky
| Mistrovství světa | Mistrovství světa | Mistrovství světa | Mistrovství světa | Mistrovství světa |
| Rok               | 2009              | 2012              | 2014              | 2018              |
| ----------------- | ----------------- | ----------------- | ----------------- | ----------------- |
| Obtížnost         | —                 | —                 | —                 | 73-74             |
| Rychlost          | —                 | —                 | —                 | 47                |
| Bouldering        | 23-24             | 6                 | 18                | —                 |

| Světový pohár       | Světový pohár | Světový pohár | Světový pohár | Světový pohár     | Světový pohár | Světový pohár | Světový pohár  | Světový pohár | Světový pohár         | Světový pohár    |
| Rok                 | 2009          | 2010          | 2011          | 2012              | 2013          | 2014          | 2015           | 2016          | 2017                  | 2018             |
| ------------------- | ------------- | ------------- | ------------- | ----------------- | ------------- | ------------- | -------------- | ------------- | --------------------- | ---------------- |
| Obtížnost           | —             | —             | —             | —                 | —             | 37            | —              | —             | —                     | —                |
| jednotlivě*         | —             | —             | —             | —                 | —             | ,15,19,       | —              | —             | —                     | —                |
|                     |               |               |               |                   |               |               |                |               |                       |                  |
| Bouldering          | 67-68         | 36-38         | 28            | 7                 | 10            | 23            | 9              | 33-34         | 6                     | 3                |
| jednotlivě* (2/1/1) | ,28,          | ,12,          | ,4,14, 31,    | ,5,6,17, 4,16,11, | ,,17, · 4,7,  | ,4,12,        | ,8,15, 9,8,19, | ,18, 25,15,   | ,,10,11, · 6,10,11,4, | 8,, · 4,12,10,8, |
|                     |               |               |               |                   |               |               |                |               |                       |                  |
| Kombinace           | —             | —             | —             | —                 | —             | 8             | —              | —             | 20                    | —                |

* pozn.: nalevo jsou poslední závody v roce
| Mistrovství Asie | Mistrovství Asie | Mistrovství Asie |
| Rok              | 2015             | 2018             |
| ---------------- | ---------------- | ---------------- |
| Obtížnost        | —                | 9                |
| Rychlost         | 29               | 29               |
| Bouldering       | 3                | 5                |
| Kombinace        | —                | 2                |

| Mistrovství světa juniorů | Mistrovství světa juniorů | Mistrovství světa juniorů | Mistrovství světa juniorů | Mistrovství světa juniorů |
| Rok                       | 2006 kat. B               | 2008 kat. A               | 2009 junioři              | 2010 junioři              |
| ------------------------- | ------------------------- | ------------------------- | ------------------------- | ------------------------- |
| Obtížnost                 | 13                        | 12                        | 14                        | 18                        |
| Rychlost                  | 10                        | 19                        | —                         | —                         |

| Mistrovství Asie juniorů | Mistrovství Asie juniorů |
| Rok                      | 2005 kat B               |
| ------------------------ | ------------------------ |
| Obtížnost                | 2                        |